# Delerium
Delerium — канадський музичний електронний дует, що був створений в 1987 році, як сайд-проєкт індастріал-колективу Front Line Assembly. Протягом всієї історії гурту їх стиль широко змінювався - від дарк-трансу, ембієнту та безголосих індастріальних звукових ландшафтів до електронної поп-музики. Гурт став відомим завдяки їх світовому хіту "Silence".

## Учасники та історія
Delerium традиційно складався х двох учасників, але постійним учасником гурту був лише Білл Ліб. Ліб був гостевим музикантом піонерів індастріалу Skinny Puppy, але після того, як він їх покинув у 1986 році, створює свій проєкт Front Line Assembly з Майклом Балчем. Пізніше, працюючи вдвох над сайд- проєктом Delerium, вони випускають свій перший альбом Faces, Forms & Illusions. Після того, як Балч покидає обидва проєкти - Front Line Assembly and Delerium - Ліб працює з Рісом Фалбером, випустивши 2 альбоми під маркою Delerium; ці роки спостерігався поступова стилістична зміна з dark-ambient до більш танцювального саунду. Після релізу альбому Karma, Фалбер покидає проєкт через зміну інтересів, Ліб починає працювати в команді з продюсером Крісом Петерсоном до релізу Poem.  2003 року, однак, після нового об'єднання Ліба та Фалбера випускається альбом Chimera, а потім і Nuages du Monde в 2006 році.
В контраст до інших проєктів Ліба, Delerium запрошує гостевих вокалістів, починаючи з Semantic Spaces.  Це були переважно жінки, такі як Крісті Тірск, Сара МакЛахлан, Лі Неш (з Sixpence None the Richer), Elsieanne Caplette (з Elsiane), Ліза Джеррард (тільки семпли), Jaël (з швейцарського колективу Lunik), Каміль Хендерсон, Nerina Pallot, Emily Haines (з Metric), Джекі Хант (з Single Gun Theory), Ізабель Байракдарян та Shelley Harland. Окрім Ліба, тільки три чоловіки отримали свою частину вокалу у альбомах Delerium: Matthew Sweet ("Daylight" на Poem), Greg Froese ("Apparition" на Nuages du Monde), та Michael Logen ("Days Turn Into Nights" на Music Box Opera); крім того, був засемплений Baaba Maal ("Awakenings" на "Spiritual Archives").
Mediæval Bæbes записали вокальний трек та знялись у відео Aria; вокал був адаптованою версією з їх пісні "All Turns to Yesterday"" з альбому Worldes Blysse. Вони також присутні на двох треках з альбому Delirium 2006 року Nuages du Monde.
Хоча можна вважати Front Line Assembly найбільш культовим з усіх проєктів Ліба, але Delirium безсумнівно був найбільш фінансово успішним проєктом. На додаток до цих двох основних проєктів, пов'язаними з ними проєктами Ліба, Фалбера, Петерсона та Балча були Equinox, Intermix, Noise Unit, Pro-Tech, та Synæsthesia, та інші.  Крім того, в 2007 році Ліб та Фалбер в співпраці з Лі Неш працювали в проєкті Fauxliage, також Ріс Фалбер працює в своєму соло-проєкті Conjure One після покидання Delerium.

## Музика
Сингл "Silence", з вокалом Сари Маклахлан, зайняв третє місце в чартах Великої Британії. В 2000 році, через три роки після випуску альбому Karma, відомі DJs такі як Tiësto та Airscape зробили ремікси на "Silence", чим спровокували інтерес до оригінального треку.
В 2003 році Delerium організували свій перший концертний тур, з вокалом Крісті Тірск та Шеллі Харланд. В січні 2005 року Delerium виступили на бенефісному концерті One World, присвячений річниці цунамі, у Ванкувері, де пісня "Silence" була вперше виконана наживо з вокалом Сари Маклахлан. Пісня була визнана як одна з найвидатніших транс-пісень усіх часів.

## Дискографія

### Альбоми / EP
- Faces, Forms & Illusions (Dossier, 1989), LP / CD
- Morpheus (Dossier, 1989), LP / CD
- Syrophenikan (Dossier, 1990), LP / CD
- Stone Tower (Dossier, 1991), LP / CD
- Euphoric (Third Mind, 1991), EP / CD
- Spiritual Archives (Dossier, 1991), CD
- Spheres (Dossier, 1994), CD
- Spheres 2 (Dossier, 1994), CD
- Semantic Spaces (Nettwerk, 1994), CD
- Karma (Nettwerk, 1997), CD
- Poem (Nettwerk, 2000), LP / CD (November 21)
- Chimera (Nettwerk, 2003), CD (June 24)
- Nuages du Monde (Nettwerk, 2006), CD (October 3)
- Voice (An Acoustic Collection) (Nettwerk, 2010) (October 5)
- Music Box Opera (Nettwerk, 2012), CD (October 30)
- Mythologie (Metropolis Records, 2016), LP/CD (September 23)
- Signs (Metropolis Records, 2023), LP/CD (March 10)

### Сингли
| Рік                                                                                    | Сингл                                            | Найвища позиція в чарті | Найвища позиція в чарті | Найвища позиція в чарті | Найвища позиція в чарті | Найвища позиція в чарті | Найвища позиція в чарті | Найвища позиція в чарті | Найвища позиція в чарті | Найвища позиція в чарті | Найвища позиція в чарті | Найвища позиція в чарті | Найвища позиція в чарті | Найвища позиція в чарті | Найвища позиція в чарті | Найвища позиція в чарті | Альбом                              |
| Рік                                                                                    | Сингл                                            | AUS                     | AUT                     | BE (FL)                 | BE (WA)                 | CAN                     | FIN                     | GER                     | IRE                     | NOR                     | NLD                     | NZD                     | SWI                     | UK                      | US Adult                | US Dance                | Альбом                              |
| -------------------------------------------------------------------------------------- | ------------------------------------------------ | ----------------------- | ----------------------- | ----------------------- | ----------------------- | ----------------------- | ----------------------- | ----------------------- | ----------------------- | ----------------------- | ----------------------- | ----------------------- | ----------------------- | ----------------------- | ----------------------- | ----------------------- | ----------------------------------- |
| 1994                                                                                   | "Flowers Become Screens"                         | —                       | —                       | —                       | —                       | —                       | —                       | —                       | —                       | —                       | —                       | —                       | —                       | —                       | —                       | —                       | Semantic Spaces                     |
| 1994                                                                                   | "Incantation"                                    | —                       | —                       | —                       | —                       | —                       | —                       | —                       | —                       | —                       | —                       | —                       | —                       | —                       | —                       | —                       | Semantic Spaces                     |
| 1997                                                                                   | "Euphoria (Firefly)" за участі Джекі Хант        | —                       | —                       | —                       | —                       | —                       | —                       | —                       | —                       | —                       | —                       | —                       | —                       | —                       | —                       | —                       | Karma                               |
| 1997                                                                                   | "Duende"                                         | —                       | —                       | —                       | —                       | —                       | —                       | —                       | —                       | —                       | —                       | —                       | —                       | —                       | —                       | —                       | Karma                               |
| 1999                                                                                   | "Silence" за участі Сари МакЛахлан               | 6                       | —                       | —                       | —                       | —                       | —                       | —                       | 1                       | —                       | —                       | —                       | —                       | 73                      | —                       | —                       | Karma                               |
| 2000                                                                                   | "Heaven's Earth"                                 | —                       | —                       | —                       | —                       | —                       | —                       | —                       | 21                      | —                       | —                       | —                       | —                       | 44                      | —                       | 20                      | Karma                               |
| 2000                                                                                   | "Silence" (перевидання) за участі Сари МакЛахлан | —                       | 56                      | 5                       | 2                       | 5                       | —                       | 16                      | 6                       | 15                      | 7                       | 17                      | 100                     | 3                       | 25                      | 6                       | Karma                               |
| 2001                                                                                   | "Innocente (Falling in Love)" за участі Лі Неш   | —                       | —                       | 16                      | 32                      | —                       | —                       | 94                      | 19                      | —                       | 33                      | —                       | —                       | 32                      | —                       | 3                       | Poem                                |
| 2002                                                                                   | "Underwater" за участі Rani                      | —                       | —                       | 46                      | 56                      | —                       | —                       | —                       | 48                      | —                       | —                       | —                       | —                       | 33                      | —                       | 9                       | Poem                                |
| 2003                                                                                   | "After All" за участі Jaël                       | —                       | —                       | —                       | —                       | —                       | —                       | —                       | —                       | —                       | —                       | —                       | —                       | 46                      | —                       | 9                       | Chimera                             |
| 2003                                                                                   | "Run for It" за участі Лі Неш                    | —                       | —                       | —                       | —                       | —                       | —                       | —                       | —                       | —                       | —                       | —                       | —                       | —                       | —                       | —                       | Chimera                             |
| 2004                                                                                   | "Truly" за участі Nerina Pallot                  | —                       | —                       | —                       | —                       | —                       | —                       | —                       | —                       | —                       | —                       | —                       | —                       | 54                      | —                       | 2                       | Chimera                             |
| 2004                                                                                   | "Silence 2004" за участі Сари МакЛахлан          | —                       | —                       | —                       | —                       | —                       | 12                      | —                       | 27                      | —                       | —                       | —                       | —                       | 38                      | —                       | 1                       | The Best of                         |
| 2007                                                                                   | "Angelicus" за участі Ізабель Байракдарян        | —                       | —                       | —                       | —                       | —                       | —                       | —                       | —                       | —                       | —                       | —                       | —                       | —                       | —                       | 1                       | Nuages du Monde                     |
| 2007                                                                                   | "Lost and Found" за участі Jaël                  | —                       | —                       | —                       | —                       | —                       | —                       | —                       | —                       | —                       | —                       | —                       | —                       | —                       | —                       | 4                       | Nuages du Monde                     |
| 2008                                                                                   | "Silence 2008" за участі Сари МакЛахлан          | —                       | —                       | 12                      | 9                       | —                       | —                       | 87                      | —                       | —                       | 48                      | —                       | —                       | 127                     | —                       | —                       | Closer: The Best of Sarah McLachlan |
| 2009                                                                                   | "Dust in Gravity" за участі Кріші Тернер         | —                       | —                       | —                       | —                       | —                       | —                       | —                       | —                       | —                       | —                       | —                       | —                       | —                       | —                       | 1                       | Remixed: The Definitive Collection  |
| 2012                                                                                   | "Monarch" за участі Nadina                       | —                       | —                       | —                       | —                       | —                       | —                       | —                       | —                       | —                       | —                       | —                       | —                       | —                       | —                       | 33                      | Music Box Opera                     |
| 2012                                                                                   | "Days Turn Into Nights" за участі Michael Logen  | —                       | —                       | —                       | —                       | —                       | —                       | —                       | —                       | —                       | —                       | —                       | —                       | —                       | —                       | 12                      | Music Box Opera                     |
| 2013                                                                                   | "Chrysalis Heart" за участі Stef Lang            | —                       | —                       | —                       | —                       | —                       | —                       | —                       | —                       | —                       | —                       | —                       | —                       | —                       | —                       | —                       | Music Box Opera                     |
| "—" повідомляє, що сингл не брав участі в чартах або не був виданий на даній території |                                                  |                         |                         |                         |                         |                         |                         |                         |                         |                         |                         |                         |                         |                         |                         |                         |                                     |

### Компіляції
- Reflections I (Dossier, 1995), CD
- Reflections II (Dossier, 1995), CD
- Archives I (Nettwerk, 2002), 2CD
- Archives II (Nettwerk, 2002), 2CD
- Odyssey: The Remix Collection (Nettwerk, 2001), 2CD
- The Best Of (Nettwerk, 2004), CD
- Remixed: The Definitive Collection (Nettwerk, 2010), CD
- Voice (An Acoustic Collection) (Nettwerk, 5 жовтня 2010 року) CD

### Онлайн-ексклюзиви
- "Above the Clouds" (2003), пісня за участі Шеллі Холланд, яка доступна тільки для завантаження на iTunes та в інших музичних онлайн-магазинах

### Кліпи
- "Flowers Become Screens"[17] (1994)
- "Incantation"[17] (1994)
- "Euphoria (Firefly)"[17] (1997)
- "Duende"[17] (1997)
- "Silence" (Airscape Mix) (2000)
- "Underwater" (Rank 1 remix) (2000)
- "Aria" (2000)
- "Innocente" (Lost Witness Remix) (2001)
- "Underwater" (Above & Beyond's 21st Century remix) (2002)
- "After All" (2003)
- "After All" (Svenson & Gielen edit) (2003)
- "Angelicus" (2007)
- "Lost And Found" (2007)
- "Dust In Gravity" (2009)
- "Monarch" (2012)
- "Days Turn Into Nights" (2013)
- "Chrysalis Heart" (2013)

### Ремікси
- Speedy J – "Pull Over" (1997)
- Tara MacLean – "Divided" (2000)
- Deep Dish – "Innocente" (2001)
- DJ Tiesto – "Innocente" (2001); Silence
- Sasha Lazard – "Awakening" (2002)
- Clint Mansell – "Requiem for a Dream Soundtrack - Deluxed" (2002)
- Lunik – "Waiting" (2003)
- Phildel – "Comfort Me" (2013)

### Компіляції, на яких присутній Delerium
- Space Daze: The history & mystery of electronic ambient space rock (Cleopatra, 1994), 2CD. Пісня "Dark Matter" з альбому Spheres.
- The Crow: Stairway to Heaven, 1998.  Пісня "Silence" в одному епізоді.
- Brokedown Palace (саундтрек) (Island, 1999), CD. Пісня "Silence".
- Tomb Raider Soundtrack (Elektra / Wea, 2001), CD. За участі модифікованої версії "Terra Firma"
- Best of Mystera (Polys, 2000), 2CD
- Doctor Death's Volume IV: The Marvels of Insect Life (C'est la Mort, 1990) CD.  Пісня "A Certain Trust."
- Faeries: A Musical Companion to the Art of Brian Froud (RCA, 2002) CD. Пісня "Nature's Kingdom."